# Мілтон (округ Баффало, Вісконсин)
Мілтон (англ. Milton) — місто (англ. town) в США, в окрузі Баффало штату Вісконсин. Населення — 541 особа (2020).

## Демографія
Згідно з переписом 2010 року, у місті мешкали 534 особи в 217 домогосподарствах у складі 163 родин. Було 253 помешкання
Расовий склад населення:
| - 97,9 % — білих - 0,9 % — чорних або афроамериканців |

До двох чи більше рас належало 0,2 %. Частка іспаномовних становила 1,5 % від усіх жителів.
За віковим діапазоном населення розподілялося таким чином: 23,6 % — особи молодші 18 років, 60,1 % — особи у віці 18—64 років, 16,3 % — особи у віці 65 років та старші. Медіана віку мешканця становила 44,4 року. На 100 осіб жіночої статі у місті припадало 105,4 чоловіків;  на 100 жінок у віці від 18 років та старших — 96,2 чоловіків також старших 18 років.
Середній дохід на одне домашнє господарство  становив 69 090 доларів США (медіана — 60 278), а середній дохід на одну сім'ю — 73 130 доларів (медіана — 67 750). Медіана доходів становила 44 531 долар для чоловіків та 32 222 долари для жінок. За межею бідності перебувало 3,2 % осіб, у тому числі 4,2 % дітей у віці до 18 років та 1,5 % осіб у віці 65 років та старших.
Цивільне працевлаштоване населення становило 254 особи. Основні галузі зайнятості: освіта, охорона здоров'я та соціальна допомога — 30,3 %, виробництво — 17,3 %, будівництво — 9,4 %, роздрібна торгівля — 9,1 %.